# Cynanchum masoalense
Cynanchum masoalense är en oleanderväxtart som beskrevs av Choux. Cynanchum masoalense ingår i släktet Cynanchum och familjen oleanderväxter. Inga underarter finns listade i Catalogue of Life.